# Choerophryne brevicrus
Choerophryne brevicrus es una especie de anfibio anuro de la familia Microhylidae.

## Distribución geográfica
Esta especie es endémica de la provincia de Enga en Papua Nueva Guinea. Habita entre los 2200 y 2900 m sobre el nivel del mar.

## Descripción
Los machos miden de 14.3 a 18.2 mm y las hembras 17.7 mm.

## Etimología
El nombre de su especie, compuesto del latín, brevis, "corre" y de crúris, "el tallo", le fue dado en referencia a las patas traseras muy cortas de esta especie. 

## Publicación original
- Günther & Richards, 2012 : Five new microhylid frog species from Enga Province, Papua New Guinea, and remarks on Albericus alpestris (Anura, Microhylidae). Vertebrate Zoology, vol. 61, n.º 3, p. 343-372[2]